# Vueltas de San Antón

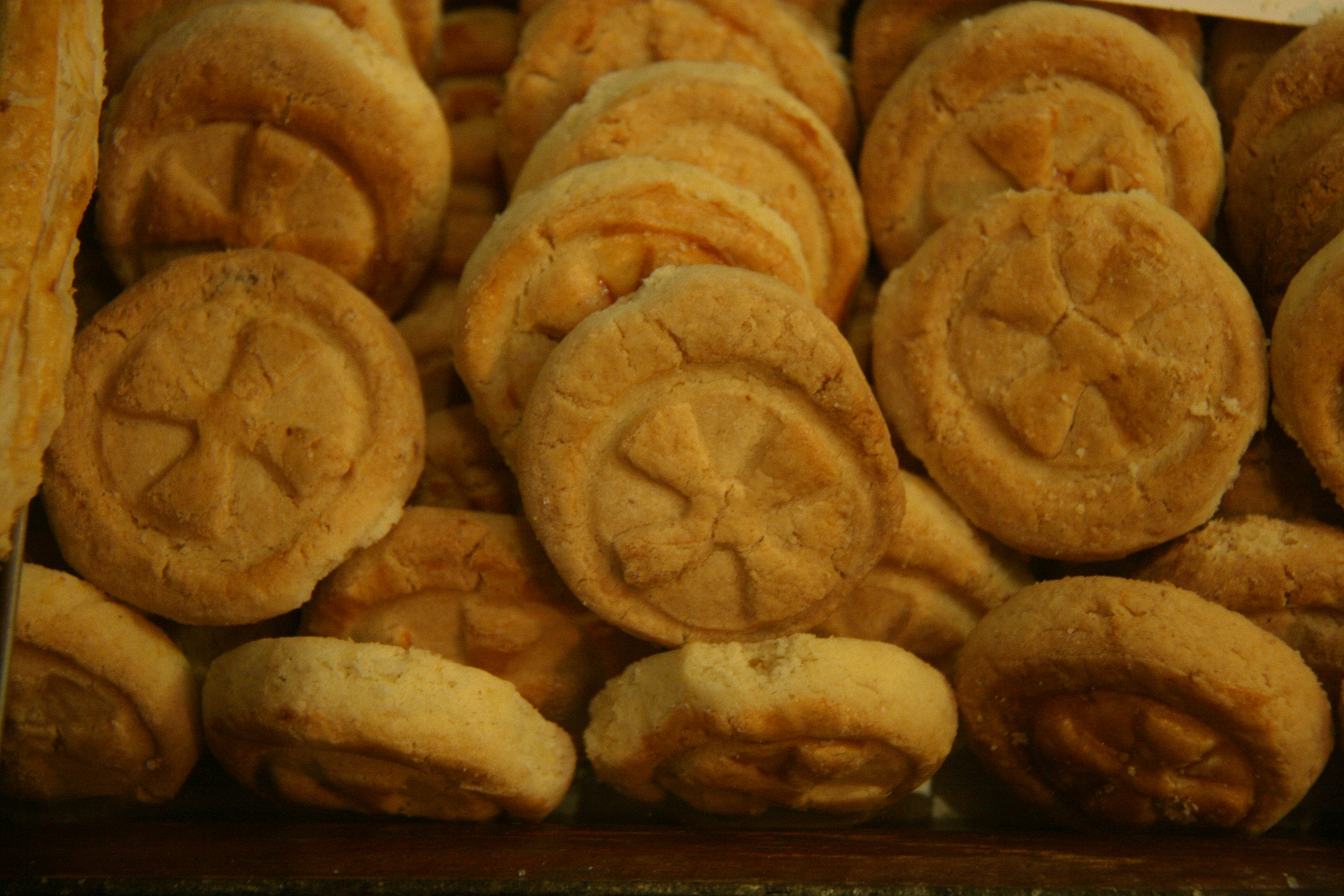
Los conocidos panecillos de San Antón forman parte de la repostería santoral de las celebraciones madrileñas.

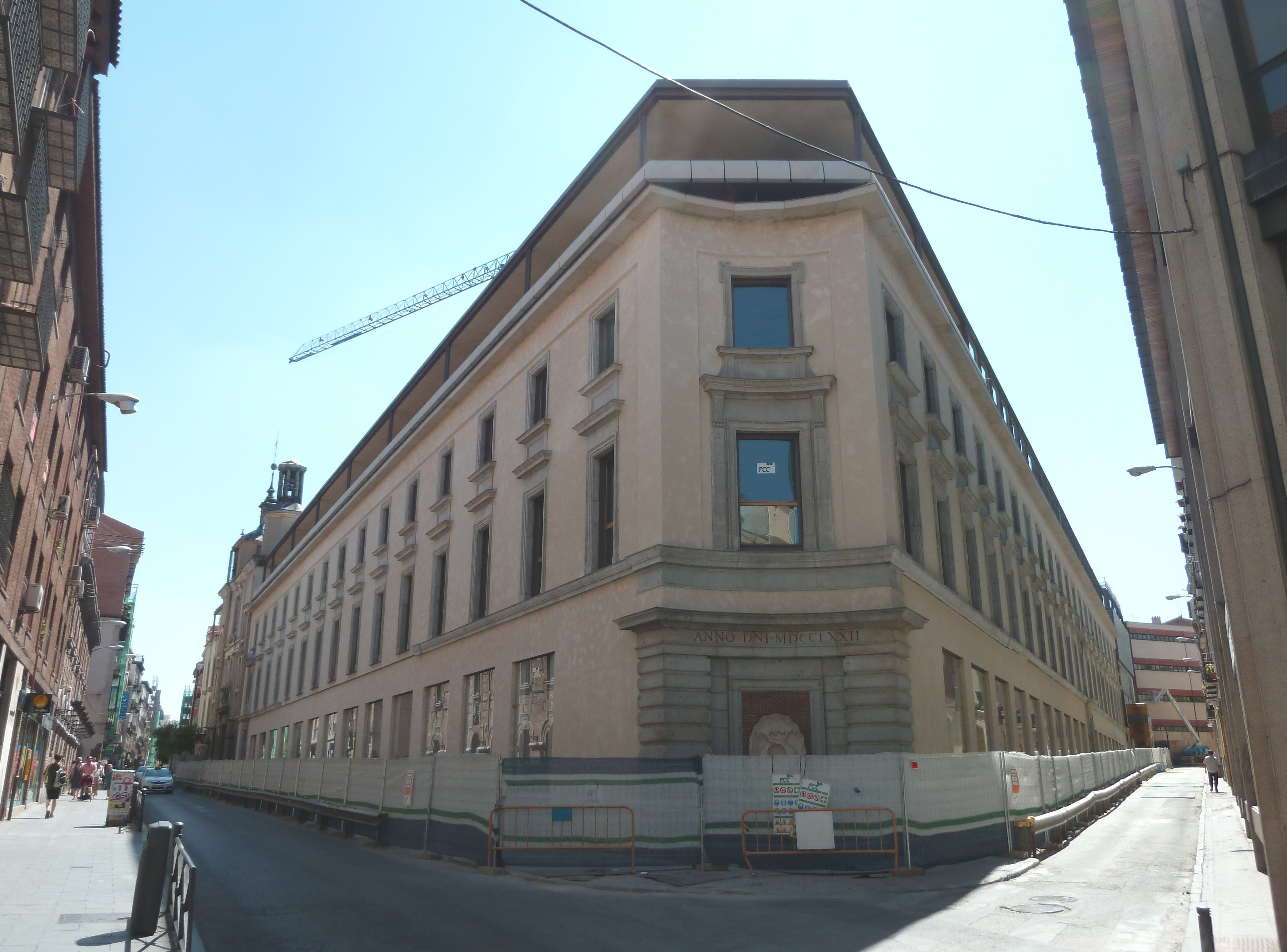
Cruce de calles en la confluencia de las escuelas pías.

Las Vueltas de San Antón es una festividad popular en Madrid, celebrada el día 17 de enero en honor a San Antonio Abad. El espacio de la celebración se centra en los alrededores de la parroquia de San Antón en las madrileñas calles de Hortaleza y Fuencarral. Es considerada la primera de las fiestas populares del año en la capital (tras la espera de los Reyes Magos). La celebración ha ido cambiando de forma y orientación a lo largo de los últimos siglos, desde una celebración de origen medieval (mundo rural), pasando por una romería y algarada con caballos (sociedad preindustrial), hasta que a comienzos del siglo XXI se celebra como una bendición de animales de compañía (mundo urbano en el que se integra a los animales). Las vueltas nacidas en Madrid se han propagado en otros pueblos de la península ibérica. 

## Historia
La celebración de San Antón en Madrid ha pasado por varias etapas a lo largo de su historia, en la primera se celebraba el denominado cerdo del Concejo como fiesta de origen medieval y por completo desvinculado a San Antonio. Esta primera etapa llena de prohibiciones municipales, coincide con la evolución urbana expansiva de la ciudad, en detrimento con el entorno rural que le rodea. En la segunda se celebraba con algún tipo de vinculación a San Antón Abad y la tercera es una festividad puramente adscrita al santoral cristiano.  Cuando prácticamente se ha abandonado la explotación ganadera, el culto se adapta a la nueva sensibilidad ecológica y se bendicen las mascotas.

### Inicios medievales
Desde muy antiguo se hacía celebración en Madrid del denominado rey de los cochinos (o del "cerdo del concejo") heredera de otras fiestas medievales como las "fiestas de los locos" y de los asnos. Prohibidas en los concilios de Toledo, es de suponer que se continuaran celebrando de una u otra forma en las ciudades castellanas. Esta celebración consiste en la cría de un cerdo que sirve de sustento al Concejo de Madrid, para la cría de este animal se elige a un porquero, que se convierte en el rey de los cerdos por un año. El cerdo cuidado era subastado o rifado el día de la fiesta del santo: Tal cerdo iba con una campanilla al cuello alertando a los vecinos de su presencia y de la obligación de acogerle y mantenerle mientras estuviera dentro del espacio doméstico de cada cual. Esta celebración se debió mantener en Madrid, y fue objeto de revueltas callejeras hasta el punto de ser prohibida por el corregidor el 10 de enero de 1619 en un bando público. El bando público rezaba:

Queda prohibido que la mojiganga del rey de los cochinos pase por la villa, debiendo ir por fuera del templo de San Antón, en la que no se permitirá entrar, no aguardando los ministriles irreverencia alguna, bajo las más severas penas a los infractores.

El templo de San Antón quedaba fuera del perímetro de la ciudad en esta época del bando. Quizás en la frontera, por esta razón se menciona debiendo ir por fuera, es decir dando rodeos (hay que recordar que una de las puertas cercanas es la de Santa Bárbara). Cada año se reunían los porqueros de la villa en las cercanías de la ermita de San Blas y se elegía al cerdo más engalanado. Siendo el porquero elegido aquel que se vestía de San Antón. Una vez 'rodeaban' las calles se acercaba el rey elegido con centeno y otros alimentos para que fuese bendecido por los religiosos del templo de San Antón. Posteriormente se celebraba como una orgía durante varios días. Por otra parte la celebración oficial de San Antón Abad se asignó el 17 de enero (fecha de su muerte), y era celebrada desde el siglo V. Siendo una de sus propiedades más populares del santo la de ser protector de los animales cercanos al hombre, bien sean aquellos de compañía, como aquellos que le proporcionan sustento. El patronazgo sobre los cerdos en particular parece previo al luego generalizado al resto de los animales. Ambas celebraciones convivieron hasta que en 1697 se llegó a prohibir la celebración del rey de los cochinos por su grado de impudicia.

### Periodo de transición
Tras la en plena Guerra de Sucesión los borbones volvieron a conceder aprobación para que fuese celebrada. La llegada de los padres escolapios a la ciudad de Madrid se inició con la cesión de los locales de las escuelas pías (a comienzos del siglo XXI sede del Colegio de Arquitectos de Madrid), esta concesión fue realizada en 1794. 

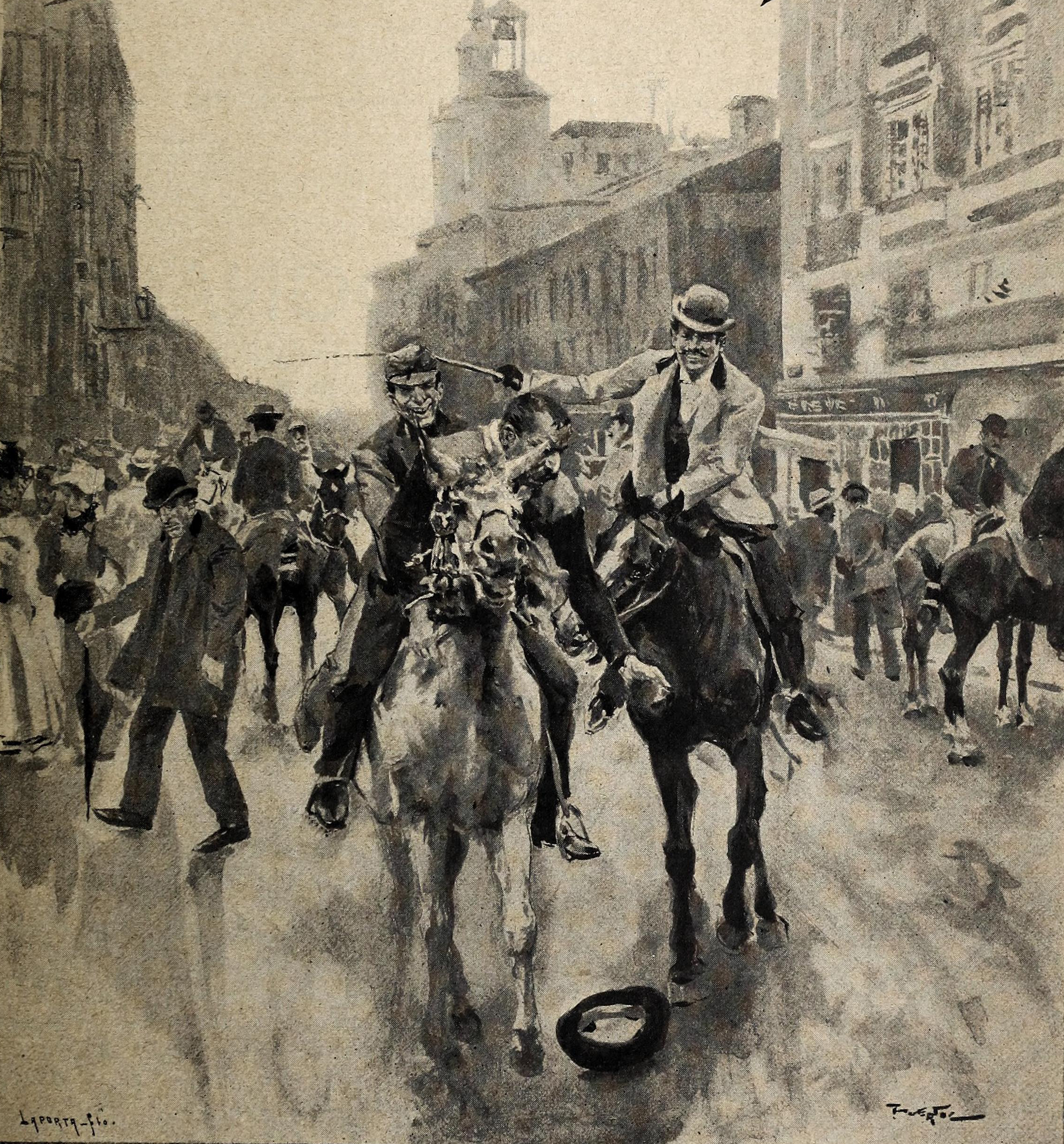
La romería de San Antón (1895)

Con la construcción de la iglesia por Pedro de Ribera, y de la escuela. La celebración fue convirtiéndose poco a poco en una romería popular en la que se mezclaban los habitantes de Madrid con los campesinos de la zona. Los rodeos o vueltas, ya se realizaban por las zonas edificadas de las calles de Hortaleza y Fuencarral (llegando incluso a la de Montera), se incluían mulas y caballos enjaezados cuya cebada y centeno era bendecida por los padres escolapios. Las autoridades repartían los panecillos (denominados también panecillos del Santo) entre los asistentes, y para honrar las celebraciones los reyes hacían acto de presencia. 
En 1922 la tradición tiene reflejo en la prensa de la pluma del escritor costumbrista Diego San José de la Torre con un artículo en el recoge tanto la historia como el presente de una fiesta, que ya en declive,  fue acto de concordia entre los vecinos del  "Lavapiés, y el Rastro con los del Barquillo y Maravillas, que deponían sus rencores y enconos a fin de holgarse con toda tranquilidad". En la misma plana Ramón Gómez de la Serna escribe sobre la tradición de Panecillos de San Antón y la repostería española. 
Los años treinta y la posterior confrontación bélica civil hizo que las denominadas vueltas no se celebraran. La Guerra Civil y los periodos de posguerra hicieron que la celebración tuviera que ser rescatada en una nueva versión. Siendo las vueltas de San Antón suprimidas en el año 1967, volvieron a llevarse a cabo en 1983, impulsadas por el propio alcalde de la Villa: Enrique Tierno Galván, en un deseo de rescatar las antiguas tradiciones madrileñas. La romería se transformó en procesión, la ofrenda y bendición del centeno se convirtió en bendición de animales de compañía. De esta forma, a finales del siglo XX, el 17 de enero se forman colas de personas con animales de compañía a las puertas del templo con el objeto de poder recibir las bendiciones protectoras del santo.    

### Las vueltas en el siglo XXI
A finales del siglo xx, y comienzos del siglo xxi las vueltas se han convertido en una especie de desfile que se continúa realizando a lo largo del eje viario de la calle Hortaleza, travesía de San Mateo y calles de San Mateo, Fuencarral y Hernán Cortés. En esta procesión suele participar un escuadrón a caballo de la policía municipal, las unidades caninas de la Policía Municipal, Nacional y Guardia Civil, perros guías de la ONCE, así como asociaciones para la defensa de los animales como la Asociación Colombófila de Madrid, la Asociación Nacional de Amigos de los Animales y aquellos vecinos de Madrid acompañados de sus respectivas mascotas.